# Wolfgang Voigt
Wolfgang Voigt, anche conosciuto come Gas, Love Inc., M:I:5 e Studio 1 (Colonia, 1961), è un musicista tedesco.

## Biografia
Wolfgang Voigt è attivo sin dai primi anni novanta, periodo in cui esordì come artista acid house e techno. Nel 1993 inaugurò l'etichetta Profan. Cinque anni più tardi co-fondò con alcuni amici la Kompakt, citata fra le più influenti etichette della musica elettronica tedesca. Voigt divenne celebre soprattutto grazie al suo progetto ambient techno Gas, avviato durante la metà degli anni novanta. In questo periodo realizzò alcuni dei suoi album più noti fra cui Zauberberg (1997), Königsforst (1999) e Pop (2000), quest'ultimo considerato l'undicesimo migliore album ambient di sempre dalla rivista Pitchfork. Secondo la medesima rivista, la quarta traccia di Pop avrebbe ispirato l'intera serie di compilation della Kompakt Pop Ambient, inaugurata nel 2001. Nel corso della sua carriera, e sempre attenendosi alla sua caratteristica vena ambientale e minimal techno, Voigt ha adottato molti alias, fra cui M:I:5, Love Inc. e Studio 1. Ha anche fatto parte dei side project Burger/Ink e Voigt & Voigt.

## Stile musicale
Sebbene sia spesso citato come il "padrino" della minimal techno di Colonia, Voigt è perlopiù noto per le sue pubblicazioni a nome Gas, considerato da molti il suo progetto musicale più influente. Adottando tale alias, l'artista ha registrato una musica ottenuta manipolando campionamenti di musica classica e dalle sonorità corpose che tendono a unire l'ambient alla techno. Nel libro Wolfgang Voigt - GAS, pubblicato dall'etichetta Raster-Noton, lo stile di tale progetto è stato definito "un corpo sonoro che spazia in qualche modo fra Wagner ed i Kraftwerk" nonché "una marcia infinita attraverso il sottobosco... di un'immaginaria foresta indistinta."

## Discografia parziale

### Album in studio
- 1996 - Life's A Gas (come Love Inc.)
- 1996 - Las Vegas (con Jörg Burger)
- 1996 – Gas (come Gas)
- 1997 - Maßstab 1:5 (come M:I:5)
- 1997 – Zauberberg (come Gas)
- 1997 - Studio 1 (come Studio 1)
- 1998 – Königsforst (come Gas)
- 2000 – Pop (come Gas)
- 2008 - Gas
- 2010 - Freiland Klaviermusik
- 2011 - Kafkatrax
- 2011 - Colonia 1975/ Rückverzauberung 3 (con Lothar Temple)
- 2011 - Kafkatrax + Rückverzauberung 4
- 2013 - Zukunft Ohne Menschen
- 2014 - Rückverzauberung 9 / Musik Für Kulturinstitutionen
- 2015 - Rückverzauberung 10 / Nationalpark
- 2015 - Rückverzauberung Live In London
- 2015 - Conflict / Re-Conflict (con Christian Von Borries)
- 2016 - Apodiktische Gewissheit
- 2016 - Wolfgang Voigt & Deepchord Present Peter Michael Hamel – Colours Of Time (Re-Interpreted) (con Deepchord)
- 2017 – Narkopop (come Gas)
- 2018 – Rausch (come Gas)

### Singoli ed extended play
- 1991 - Do You Feel Love (come Love Inc.)
- 1991 - The Dialogue E.P. (come Mike Inc)
- 1992 - The Comeback / Trance Atlantic XS (come Love Inc.)
- 1992 - Structuralism (come M:I:5)
- 1993 - Lovely Ugly Brutal World (come Mike Inc)
- 1993 - Monoculture E.P. (come Love Inc.)
- 1993 - Lovecore E.P. (come Mike Inc) (con Walker)
- 1993 - 5 Years On Acid (come Mike Inc)
- 1993 - Trump Tower / Jingle Bells (come Mike Inc)
- 1993 - Illegal E.P. (come Mike Inc)
- 1994 - We Call It Acid (come Mike Inc)
- 1994 - Paradise City (come Mike Inc)
- 1994 - The Look of Love (come Love Inc.)
- 1994 - Rosenkranz (come Mike Inc)
- 1994 - Dadajack (come Mike Inc)
- 1994 - Autogen 10 (come M:I:5)
- 1994 - Lovecore II (come Mike Inc) (con Walker)
- 1994 - R.E.S.P.E.C.T. (Remixes) (come Love Inc.)
- 1994 - New Jack City (come Love Inc.)
- 1995 - Modern (come Gas)
- 1995 - Live Evil Part I (come Mike Inc)
- 1995 - Live Evil Part II (come Mike Inc)
- 1995 - Grün (come Studio 1)
- 1995 - How Deep Is Your Love (come Love Inc.)
- 1995 - 4 Remixe Für Andreas Dorau (come Mike Inc)
- 1996 - Gelb (come Studio 1)
- 1996 - Rot (come Studio 1)
- 1996 - Blau (come Studio 1)
- 1996 - Orange (come Studio 1)
- 1996 - Hellblau (come Studio 1)
- 1996 - Lila (come Studio 1)
- 1996 - Rosa (come Studio 1)
- 1996 - Paroles (come Mike Inc)
- 1996 - Polka Trax (come Mike Inc)
- 1996 - Rondo (come M:I:5)
- 1996 - Silber	(come Studio 1)
- 1996 - Tamastar (come M:I:5)
- 1997 - 5:0:1 (come M:I:5)
- 1997 - Gold (come Studio 1)
- 1997 - Nachschub
- 1997 - Maßstab 1:5 (come M:I:5)
- 1998 - Diskoschleifen 2000
- 1999 - Oktember (come Gas)
- 1999 - Parade / Polier (come Mike Inc)
- 1999 - Lovely Ugly Brutal World (come Mike Ink & The Chain of Brotherhood)
- 1999 - Autogen / Bonus (come M:I:5)
- 1999 - Mikrophon (come M:I:5)
- 1998 - Diskoschleifen 2000
- 1999 - Keep On Rockin (come Studio 1)
- 1999 - 20 Minuten Gas Im November
- 1999 - Logorrhoe 4 / Bonus (come M:I:5)
- 1999 - Live Evil 1 (come Mike Inc)
- 1999 - The Universe / Mirage (come Mike Inc)
- 1999 - Playtex / Cynthia (come Mike Inc)
- 1999 - Suburbia / Cosmic Indifference (come Mike Inc)
- 1999 - Dadajack / Bonus (come Mike Inc)
- 1999 - Credo (come Studio 1)
- 2002 - Space Marines (come Mike Inc) (con Alter Ego)
- 2004 - Speicher 16 (come Mike Inc) (con Burger Industries)
- 2004 - R.E.S.P.E.C.T. (come Mike Inc)
- 2005 - Lovely, Ugly, Brutal World / Dominate Power (come Mike Inc) (con E-Trax)
- 2008 - Freiland Klaviermusik
- 2010 - Freiland Geduld Remix
- 2010 - Robert Schumann / Clara Wieck
- 2010 - Apathie / Empathie
- 2011 - Umbau 1
- 2011 - Du Musst Nichts Sagen
- 2011 - Kafkatrax 1
- 2011 - Kafkatrax 2
- 2011 - Kafkatrax 3
- 2011 - Endlich / Unendlich
- 2011 - Erst Schiessen / Dann Fragen
- 2011 - Dä Hellije Zinter Mätes / Siebengebirge
- 2011 - Atonale Tanzmusik
- 2012 - Rückverzauberung 6
- 2012 - Umbau 2
- 2012 - Du Musst Nichts Sagen Remixe
- 2013 - The Best of Mike Ink Is Dead 1
- 2013 - The Best of Mike Ink Is Dead 2
- 2013 - Die Christuskirche
- 2013 - Die Fledermaus
- 2013 - Gelb / Lila (come Studio 1)
- 2013 - The Best of Mike Ink Is Dead 3
- 2014 - Polkatrax 1
- 2014 - Polkatrax 2
- 2014 - Berlin Berlin
- 2014 - Polkatrax 3
- 2014 - Tubass
- 2016 - Ambient Grunge

### Album compilation
- 1992 - Trance Atlantic XS (E.P.) (come Love Inc.)
- 2008 - Nah und Fern (come Gas)
- 2015 - Protest - Versammlung 1 (con Jörg Burger)
- 2016 - Box (come Gas)